# جبل فورتمبيرغ

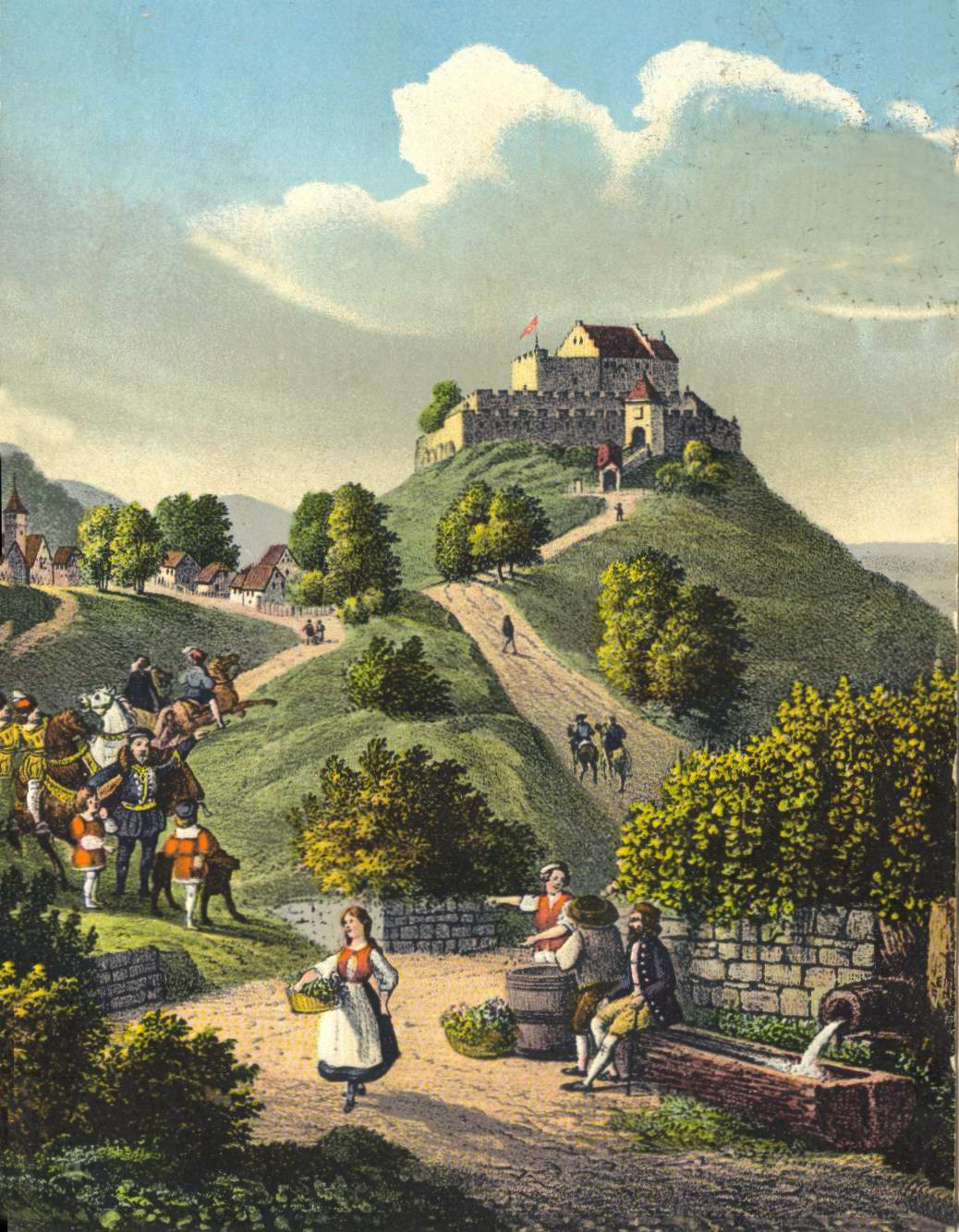
فورتمبيرغ كاسل في العصور الوسطى لوحة في 1700

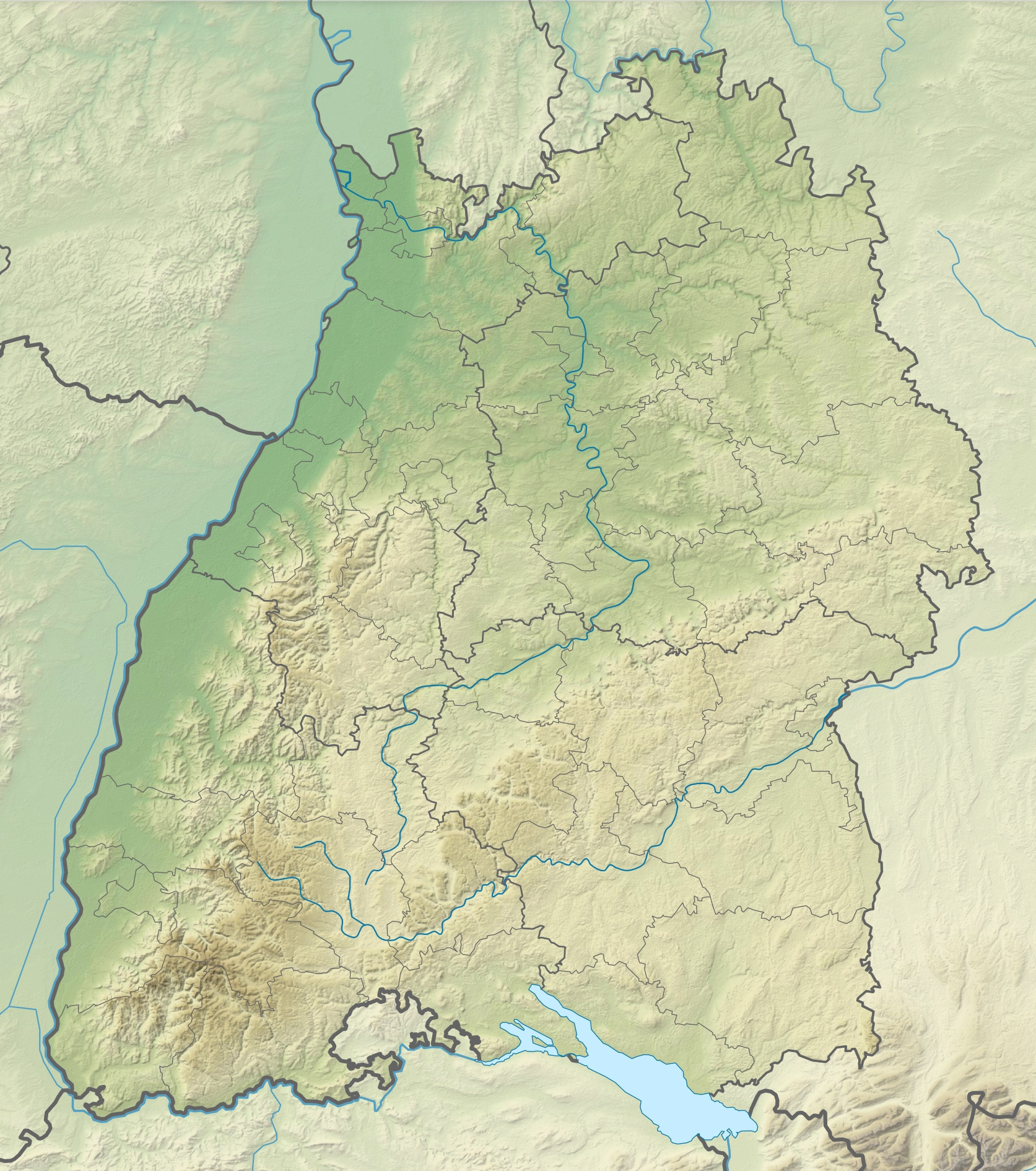

فورتمبيرغ (بالألمانية: Württemberg)‏ (اسمها الرسمي السابق حتى عام 1907 هو Rotenberg) هو جبل يقع على أراضي مدينة شتوتغارت الألمانية، عاصمة ولاية بادن فورتمبيرغ. يقع على قمة محاطة بالأشجار يبلغ أقصى ارتفاعه له 411 متر فوق مستوى سطح البحر، على الطرف الشرقي من وادي كاولدرون شتوتغارت (Stuttgart cauldron) المطل على وادي نيكار. في عام 1907 تم تغيير اسمه إلى Rotenberg من قبل الملك وليام الثاني وليام الثاني من فورتمبيرغ إلى الاسم الحالي.

‌